# I Dzsemjong
I Dzsemjong (hangul: 이재명, handzsa: 李在明, RR: Lee Jaemyeong; 1963. december 8.–) dél-koreai jogász, politikus, 2025 júniusától az ország 14. elnöke. 2022-től 2025-ig a Demokratikus Összefogás párt elnöke, korábban Kjonggi (Gyeonggi) tartomány kormányzója volt.

## Élete és pályafutása
Pontos születési dátumát ő maga sem ismeri, édesapja 1963. december 22-én regisztrálta a születését, de valamikor a 10. holdhónap 22. és 23. napja között születhetett. 1976-ban a család Szongnam (Seongnam)ba költözött, ahol I (Lee) 13 évesen gyári gyerekmunkásként kezdett dolgozni. 1977-ben egy gép összezúzta az egyik csuklóját. Ennek ellenére nem esett ki az iskolából, 1980-ban pedig felvételt nyert a Csungang (Jungang) Egyetem jogi karára, és 1986-ban jogi szakvizsgát tett. Ügyvédként kezdett dolgozni, és emberi jogi aktivizmussal is foglalkozott. 2010-ben Szongnam (Seongnam) polgármestere lett, 2018-ig viselte ezt a tisztséget. 2018-ban Kjonggi (Gyeonggi) kormányzójává választották. 2022-ben elindult az elnökválasztáson, de elvesztette azt Jun Szogjol (Yun Seogyeol)lal szemben. 2024 januárjában merényletet követtek el ellene Puszan (Busan)ban, késsel támadtak rá.
I (Lee) pályafutása sem mentes a botrányoktól, többször is megvádolták vesztegethetőséggel és korrupcióval, a feleségét pénzbüntetésre ítélték visszaélés miatt, az idősebbik fiát szintén elítélték szexuálisan illetlen internetes bejegyzések és online szerencsejátékozás miatt.